# Elevation (groupe)
Elevation est un groupe de rock alternatif américain, originaire d'Atlanta, en Géorgie. Il est composé de Nathan Smith au chant, Andrew Averso à la guitare I, Luke Hicock à la guitare II, Matthew Perez à la basse et Stephen Bailey à la batterie. 

## Biographie
L'album Strangelove est enregistré en avril 2007 aux Tree Sound et Vintage Song Studios. Distribué par 50 Records, Sony Records et RED Distributions. Produit, enregistré et mixé par Dan Hannon, il est dirigé par Adam Ayan qui a contribué aux albums de Nirvana, The Rolling Stones, Foo Fighters et Incubus et distribué par Red Distribution.
Razoreyes est arrangé par Mark Endert qui a travaillé avec Madonna, The Fray et Maroon 5. Peu après, ElevationN sortent leur premier vidéoclip de cette même chanson, codirigé par Nathan Smith mettant en scène Kimberly Stewart. Grâce à leur vidéo YouTube avec plus de 100 000 vues, Elevation s'élance sous les projecteurs des médias.  De plus, la vidéo est diffusée à l'échelle nationale pour la finale du basketball ACC. 
En 2008, ELEVATION joint les Forces Armées pour une tournée de concerts d'un mois au Moyen-Orient dans des pays comme l'Afghanistan, l'Arabie saoudite, le Qatar et Bahreïn.
ELEVATION était prêt à commencer leur deuxième album à l'été 2010. Ne voulant pas travailler dans des studios ordinaires, le groupe décide de s'auto-produire dans un studio qu'il a construit lui-même dans l'est d'Atlanta. Dès le début, le groupe avait décidé que l'album serait entièrement auto-produit. Hell or High Water est produit exclusivement par Elevation, mixé par CJ Eiriksson (U2, Matchbox Twenty, Jack's Mannequin) et masterisé par Jeff Litpon (Arcade Fire, Wilco, LCD Soundsystem). Nathan Smith a agi comme le producteur exécutif de l'album.
Hell or High Water est publié aux États-Unis le 7 juin 2011.

## Clip
- Razoreyes avec Kimberley Stewart